# Montgomery Sánchez Ordóñez
Montgomery Sánchez Ordóñez (Machala, 27 de abril de 1982)  es un Ingeniero en Gestión de Agronegocios y político ecuatoriano que ocupó el cargo de asambleísta nacional por la provincia de El Oro, durante el periodo 2013-2017, además fue vicepresidente de la Comisión de Fiscalización y Control político de la Asamblea Nacional del Ecuador, durante el año 2015 – 2017.

## Biografía.-
Nació en la ciudad de Machala, provincia de El Oro, el 27 de abril de 1982. Cursó la secundaria en el (COMIL), Colegio Militar Héroes del 41, y sus estudios universitarios los realizó en la Escuela Agrícola Panamericana Zamorano, ubicada en Honduras.
Hijo de Montgomery Sánchez Reyes y Gloria Ordóñez Ullauri, su padre (Montgomery Sánchez Reyes) es un reconocido político orense, el cual ocupó la dignidad de Prefecto Provincial de la provincia de El Oro, durante 4 periodos consecutivos (1996 - 2014), además en el año 2017 participó como candidato a Asambleísta por la Provincia de El Oro, donde obtuvo una curul y resultó ser el candidato más votado, además de ser el presidente de la Comisión de Gobiernos Autónomos, Descentralización y Competencias de la Asamblea Nacional del Ecuador.

## Política.-
Montgomery Sánchez Ordóñez, inició su carrera política en el año 2009 como militante del Movimiento Autonómico Regional – MAR 70, un movimiento orense, incluyente, pluralista, progresista y que ve al ser humano como eje central del desarrollo, y que nació en el 2009 por pedido de varios sectores sociales, productivos y políticos, ante la necesidad de hacer realidad varios proyectos que beneficien a la provincia de El Oro. Que habían estado postergados por muchos años y que en la actualidad ya son una realidad, lo cual ha permitido crear una provincia de oportunidades, mejorando la calidad de vida de los orenses. Montgomery en la actualidad es segundo vicepresidente de dicha organización.
En el año 2013 por petición de las juventudes del movimiento, sus bases y varios sectores sociales es candidato a Asambleísta Nacional por la provincia de El Oro, de la mano del Movimiento Autonómico Regional -  MAR 70 y del presidente de la República del Ecuador, de ese entonces Ec. Rafael Correa Delgado.
Ocupó el quinto lugar en la lista conformada por dicha alianza, pese a ocupar un lugar poco favorable por el método de elección popular (método D’Hondt), logró obtener su curul, convirtiéndose en el segundo candidato más votado con una diferencia mínima del primer puesto y el que le seguía en tercer puesto con una distancia considerable en las elecciones del 2013.
Durante los dos primeros años de gestión legislativa, formó parte de varias Comisiones Especiales dentro de la Asamblea Nacional del Ecuador, entre las cuales Constan: 

- 1) Miembro de la Comisión Permanente de Soberanía Alimentaria y Desarrollo del Sector Agropecuario y Pesquero,
- 2) Miembro del Grupo Interparlamentario de Amistad y Coordinación entre Ecuador y Brasil (GIPACEB),
- 3) Miembro del Grupo Interparlamentario de Amistad y Coordinación Recíproca entre la Asamblea Nacional del Ecuador y el Congreso Nacional de la República del Perú,
- 4) Parlamentario por Garantía de los Derechos de Niñas, Niños, Adolescentes y Jóvenes.

A la segunda mitad de su periodo legislativo 2015- 2017, fue elegido Vicepresidente de la Comisión de Fiscalización y Control Político de la Asamblea Nacional del Ecuador, en donde ejerciendo su rol fiscalizador, presentó varias denuncias entre las cuales constan el cobro indebido dentro del magisterio, irregularidades dentro del IESS (Instituto Ecuatoriano de Seguridad Social) exigir al presidente del directorio del IESS es sesión de comisión de fiscalización en enero de 2015 que se construya el nuevo hospital para uso de los afiliados y jubilados de la provincia de El Oro ya que el que brindaba sus servicios en aquel entonces ya había colapsado y para marzo de 2017 se entregó un hospital nuevo y moderno al servicio de los afiliados y jubilados del IESS. Además formó parte de la Comisión de Gobiernos Autónomos, Descentralización, Competencias y Organización del Territorio.